# Palacios del Arzobispo
Palacios del Arzobispo is een gemeente in de Spaanse provincie Salamanca in de regio Castilië en León met een oppervlakte van 27,73 km². Palacios del Arzobispo telt 163 inwoners (1 januari 2016).

## Demografische ontwikkeling
Bron: INE, 1857-2011: volkstellingen